# 王余杞
王余杞（1905年3月9日—1989年11月12日），笔名曼因、隅棨、王余，男，四川自贡人，中国近现代作家，华中工学院（今华中科技大学）兼职教授。
王余杞在北京交通大学就读期间接触写作，并结识了郁达夫、鲁迅等文坛名人。毕业后在天津铁路系统工作，时常创作小说，代表作《自流井》就是写于这一时期。七七事变后，王余杞回到家乡四川通过话剧宣传抗日。国共内战时，王余杞任职于天津市政府，推动戏剧革新。中华人民共和国时期，王余杞受到多次政治运动牵连，创作较少。
王余杞创作多集中在二十世纪二十，三十和四十年代，不仅创作数量丰富，而且在当时有着较高的社会声誉。王余杞的创作以小说为主，前期小说多为浪漫主义，后期小说多为现实主义，描写社会不同阶级人物，对于社会现实加以讽刺，对于底层人民报以同情。

## 生平

### 早年生活
1905年3月9日，王余杞出生于四川省富顺县（现四川省自贡市）的盐商世家。1913年，王余杞进入家族开办的树人学校小学部进行学习。:601
1921年夏，由于王家盐业受到外资打击，家道中落，王余杞奉“重振家业，光耀门第”的父命出蜀。1922年，王余杞进入北京市励志中学就读，由于校内环境令王余杞感到拘束，一年后退学。
1924年，王余杞考入北京交通大学预科。一年后，王余杞加入中国共产党。三一八惨案之后，王余杞有感于心中愤懑无处抒发，开始接触写作。同年春，王余杞与同学共同创办半月刊《荒岛》，在《荒岛》上发表小说《A COMEDY》，得到郁达夫的赏识，在郁达夫自己主编的《大众文艺》上称之为“杰作”。就此，王余杞结识了郁达夫。:602
1927年，中国国民党实行清党政策，中共北平党组织被破坏，王余杞将精力投向写作，后续在天津《国闻周刊》、《晨报》副刊、《青年文艺》上发表小说。1928年，王余杞与同好朱大枏、翟永坤等在北平中央公园（今北京中山公园）成立“徒然社”，“徒然”之意来自众人认为自己在文学上的努力对于当时中国的状况都是徒然。
1929年夏，王余杞前往上海实习，出版小说集《惜分飞》，郁达夫为此作序。同时，郁达夫将王余杞引荐给鲁迅，在鲁迅的指导下，王余杞翻译了契诃夫的小说《爱》。

### 七年天津生活
1930年1月，王余杞前往日本实习，9月回国。回国后前往天津北宁铁路局工作，直至1937年8月。:606
1931年5月，好友朱大枏逝世后，王余杞创作三篇回忆散文《伤逝》表示哀悼，戏剧家宋之的看到悼文后认为王余杞“文章可以，愿为朋友”，王余杞就此与宋之的结识。九一八事变后，王余杞有感于日本入侵，开始构思长篇小说《急湍》。:607
1933年，王余杞出版第一部长篇小说《浮沉》。同年4月，英国作家萧伯纳访华，王余杞在天津东站与其会面，萧伯纳表明“艺术应当反应社会问题”，王余杞对萧伯纳表示赞同。7月，由于上海市政府实行严格的图书杂志审查制度，有些文章在上海无法发表，天津受到的影像较小。王余杞在天津创办月刊《当代文学》，同时担任主编，接收上海无法发表的文章。8月下旬到9月上旬，王余杞前往北平与郁达夫同游。回津前，王余杞向郁达夫约稿，建议郁达夫写一篇关于北平秋天的散文发表在《当代文学》上。即日后郁达夫的名篇《故都的秋》。同年，王余杞受孙席珍邀请，参加了北方左翼作家联盟，北方左联将《当代文学》定为机关刊物。:608-609
1934年，王余杞开始创作长篇小说《自流井》，连载于南京《中心评论》。1936年，中国左翼作家联盟解散，北方左联改组为北平作家协会，王余杞被推选为执行主席。同年，《急湍》出版。:610、615

### 抗日与国共内战时期
1937年7月，天津被日军占领，王余杞南下前往南京，加入马彦祥与宋之的领导的上海救亡演剧队第一队，担任总务干事。话剧团在河南，陕西一带巡回演出。
1938年7月，因妻子得病，王余杞回到家乡自贡，负责自贡市《新运日报》。在乡期间，王余杞任自贡市歌咏话剧团团长，编排歌剧宣传抗日。1940年3月，王余杞被自贡市国民党党部认定为“中国共产党自贡市市委书记”，于成都被捕，关押于国民政府军事委员会委员长成都行辕。6月，得到冯玉祥秘书王冶秋的帮助，王冶秋请求冯玉祥写信给成都行辕主任贺国光，同时国民党四川省党部监察委员曹叔实在其中周旋，王余杞被保释，但不得离开成都。
1944年，王余杞的代表作长篇小说《自流井》出版。抗战胜利之后，王余杞于1946年初回到天津，起初在铁路系统中工作，后调入天津市政府，担任主任秘书，推动话剧和京剧革新。:623-624

### 中华人民共和国时期
1951年，经孟用潜介绍，王余杞任北京铁道学院副研究员。一年后，他赴人民铁道出版社担任编审，负责编写 《中国铁路史》。
1957年，王余杞受到“胡风集团”影响，被划为“极右”分子。1958年开始，王余杞先后被送往十三陵水库、青海和福建参加劳改。一年后，王余杞迁往青海，修筑兰青铁路。1963年，王余杞前往福建，在福建沙县采石场劳改。四清运动时，王余杞被打成“历史反革命”。1966年5月，王余杞“摘帽”，6月在沙县采石场原地退休。文化大革命期间，外调人员时常找到王余杞，逼迫交代他自己或者他人的历史问题。:628-630
1978年，王余杞案件得到改正，本人得到平反。三年后，王余杞获聘为华中工学院（今华中科技大学）兼职教授。1989年11月12日，王余杞逝世于广东汕头。

## 创作
王余杞创作多集中在二十世纪二十，三十和四十年代，不仅创作数量丰富，而且在当时有着较高的社会声誉。中华人民共和国时期，王余杞受多次政治运动牵连，被迫停笔，文化大革命结束后，王余杞因手部颤抖，写出的手稿字形难辨，出版的书籍较少。

### 小说
王余杞的创作文体以小说为主，有短篇小说集《惜分飞》（1929年出版，郁达夫作序）、《朋友与敌人》（1933年出版），长篇小说《浮沉》（1933年出版）、《急湍》（1936年出版）、《自流井》（1944年出版）、《海河汩汩流》（1944年出版）。
王余杞小说风格主要分为两个时间段，一为二十世纪二十年代到三年代初，二为三十年代中到四十年代末，早期风格为浪漫主义，表现男女爱情，后期风格转为现实主义。王余杞后期小说写实色彩浓厚，多用现实主义描绘社会不同阶级人物。创作笔调多昂扬之情，对于底层百姓常常流露出同情之意。同时，作品中穿插王余杞的幽默与对时人时事的讽刺。王余杞的小说弱点在于在描写的一些人物中，概念化、脸谱化明显，人物真实性不强。一些情节描写浮于表面，未能有将人物深层次情感与思想表现出来的文字。
《自流井》做为王余杞的代表作，以自身家族为原型，描写了在资本债团，军阀混战，家族矛盾的三层压力下，“王三畏堂”逐渐衰败的故事。1934年，王余杞回乡探亲，面对家乡自贡的状况与商业资本的崛起有感而创此小说。小说对主人公“迪三爷”多辛辣讽刺，对自流井工人的悲惨遭遇又寄予同情。同时，小说语言使用自贡方言，描写自贡的盐文化与盐工业，展现家乡的地域文化。

### 散文
王余杞创作的部分散文收录于《王余杞文集》。集外散文为“漫游散记”系列和“西行所见”系列，前一系列为王余杞三十年代回乡再到北方的所见所闻，后一系列为抗日时期从天津流亡到上海南京的所见所闻，两系列都为游记散文。同时也有部分集外文为早期“徒然社”时期所作，发表于《北平晨报》、《大公报》等副刊上，这些文章创作时间跨度较大，内容也差异明显。

### 铁路交通考察报告
王余杞毕业于北京交通大学，毕业后也长期在铁路系统工作，创作了些许关于铁路与其它交通方式的考察报告，如《南京交通概况》、《货运负责中之联运问题》等。王余杞在这些报告中描写了当时铁路系统的状况并提出改进方法，认为政府应当发展铁路交通，夺回路权，提升国家实力。

## 家庭
王余杞父亲王涤怀，同盟会成员，曾赴日本留学三年。王余杞妻子彭光林，重庆人，毕业于北京师范大学，1932年与王余杞结婚。婚后育有一男二女，大女儿王华曼，二女儿王若曼，儿子王平明。:601、608、637

## 纪念
2005年3月9日，上海“左联”纪念馆为纪念王余杞百年诞辰而举办活动。:6792023年7月1日，四川省富顺县举行“王余杞与现代中国文学”学术交流会，会议讨论王余杞生前事迹与文学成就。